# Tres Capones
Tres Capones é um município argentino da província de Misiones, situado dentro do departamento de Apóstoles. Está situado em uma latitude de 27° 59' sul e a uma longitude de 55° 36' oeste.
O município conta com uma população de 1.234 habitantes, segundo o censo do ano 2001 (INDEC).